# Gentleman Jack - Nessuna mi ha mai detto di no
Gentleman Jack - Nessuna mi ha mai detto di no (Gentleman Jack) è una serie televisiva anglo-statunitense ideata e scritta da Sally Wainwright. È ambientata nel 1832 tra Halifax, West Yorkshire, Scozia e Copenaghen. La trama è ispirata ai diari di Anne Lister, proprietaria terriera, studiosa, imprenditrice e viaggiatrice: un corpus di 27 volumi (7.722 pagine) contenenti circa 5 milioni di parole, un sesto delle quali scritte in un codice criptato di sua invenzione, che usava per proteggere le sue riflessioni personali su persone ed eventi e, non da ultimo, per documentare minuziosamente le sue relazioni omosessuali.
La serie vede come sfondo un periodo importante per l'economia e la società britanniche: la rivoluzione industriale e l'entrata in vigore del Reform Act, che cambieranno drammaticamente gli equilibri in tutto il paese. Tutto quanto viene ripreso in questo dramma, attraverso il racconto originale della protagonista, con dialoghi spesso ripresi fedelmente dai diari della Lister (che sono stati riconosciuti patrimonio UNESCO nel 2011).
Il cast vede Suranne Jones nei panni di Anne Lister e Sophie Rundle in quelli di Ann Walker. Gentleman Jack è una coproduzione BBC One e HBO.

## Trama
È il 1832 quando Anne Lister torna ad Halifax, West Yorkshire, dopo aver lasciato Hastings con il cuore infranto. Nella sua tenuta di Shibden Hall ritrova la sua famiglia e riprende in mano gli affari: è lei la proprietaria, avendo ereditato dallo zio anni prima. Il padre Jeremy e la sorella Marian hanno allentato la presa su tutto, incluso il non accorgersi che dei concorrenti stanno derubando le sue risorse carbonifere. Tra affitti da riscuotere, trattative per la vendita del proprio carbone e rinnovamenti al paesaggio, Anne Lister rincontra anche Ann Walker, proprietaria della tenuta confinante, e ne comincia il lungo e tormentato corteggiamento.

## Episodi
| Stagione         | Episodi | Prima TV originale | Prima TV Italia |
| ---------------- | ------- | ------------------ | --------------- |
| Prima stagione   | 8       | 2019               | 2021            |
| Seconda stagione | 8       | 2022               | 2024            |

## Personaggi e interpreti

### Principali
- Anne Lister (stagioni 1-2), interpretata da Suranne Jones, doppiata da Francesca Fiorentini.
- Ann Walker (stagioni 1-2), interpretata da Sophie Rundle, doppiata da Valentina Favazza.
Benestante ereditiera e interesse amoroso di Anne Lister.
- Samuel Washington (stagioni 1-2), interpretato da Joe Armstrong, doppiato da Alessandro Quarta.
Amministratore del terreno di Ann Walker e Anne Lister.
- Eliza Priestley (stagioni 1-2), interpretata da Amelia Bullmore, doppiata da Roberta Paladini.
Moglie di William Priestley.
- Elizabeth Cordingley (stagioni 1-2), interpretata da Rosie Cavaliero.
Cuoca e governante per i Lister ed ex cameriera personale di Anne Lister.
- William Priestley (stagioni 1-2), interpretato da Peter Davison, doppiato da Pierluigi Astore.
Cugino di Ann Walker e uno dei fiduciari della sua eredità.
- Mariana Lawton (stagione 2, ricorrente stagione 1), interpretata da Lydia Leonard, doppiata da Rachele Paolelli (stagione 2).
Ex amante di Anne Lister con la quale dorme occasionalmente.
- Marian Lister (stagioni 1-2), interpretata da Gemma Whelan, doppiata da Perla Liberatori.
Sorella di Anne.
- Zia Anne Lister (stagioni 1-2), interpretata da Gemma Jones, doppiata da Serena Verdirosi.
Zia di Anne e Marian.
- Capitano Jeremy Lister (stagioni 1-2), interpretato da Timothy West, doppiato da Carlo Valli.
Padre di Anne e Marian e ufficiale nel decimo reggimento di fanteria durante la rivoluzione americana.
- Thomas Sowden (stagione 1, ricorrente stagione 2), interpretato da Tom Lewis, doppiato da Emanuele Ruzza.
Uno degli affittuari di Anne Lister.

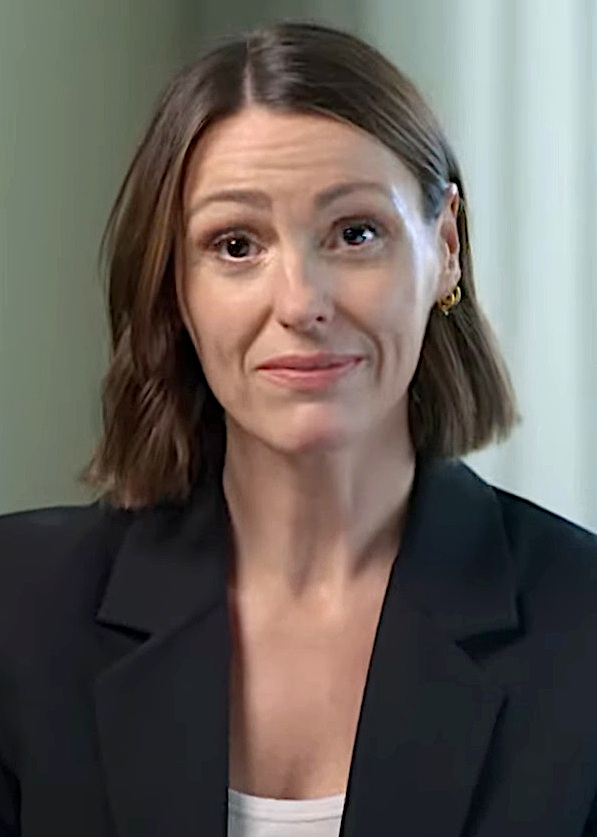
Suranne Jones
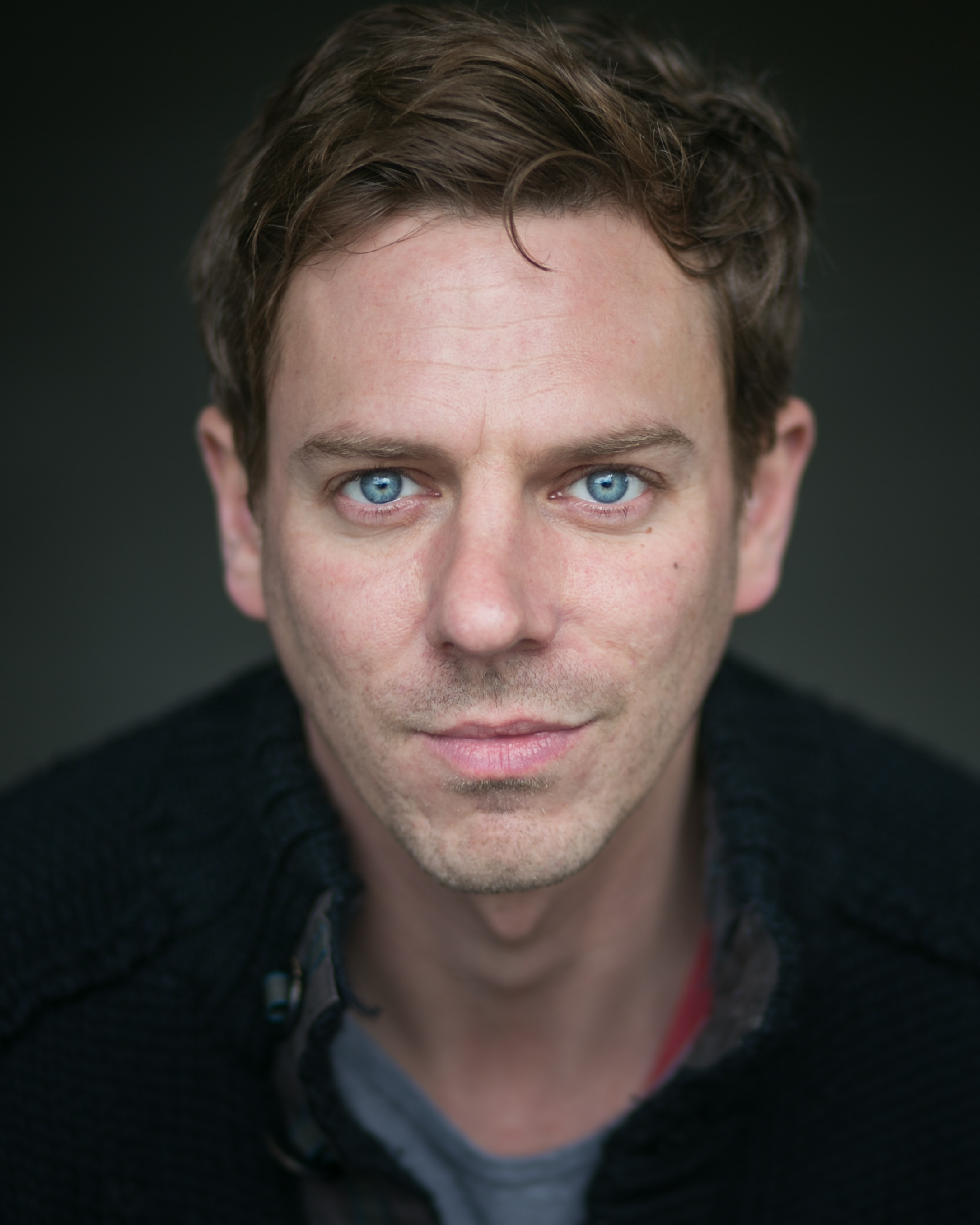
Joe Armstrong
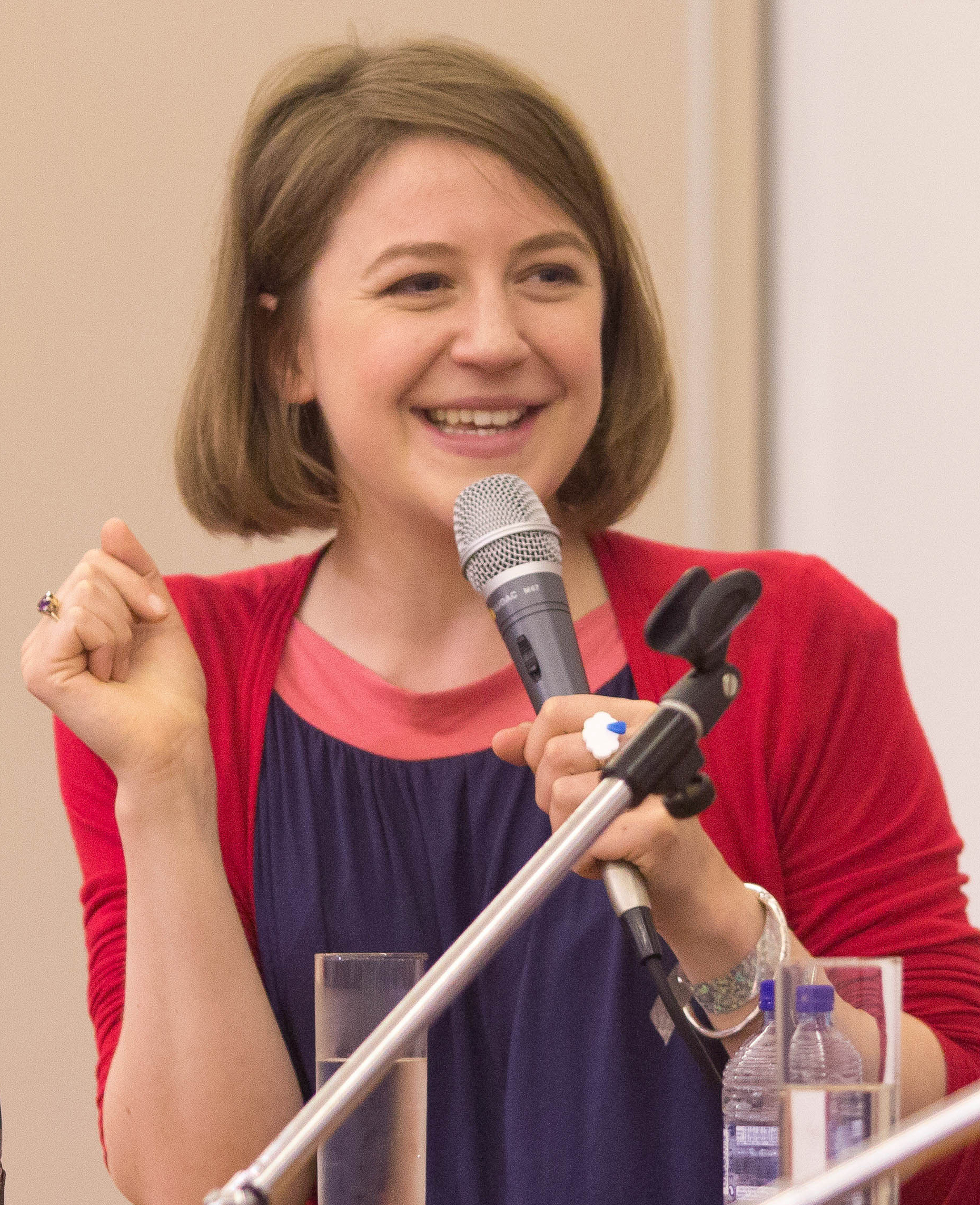
Gemma Whelan
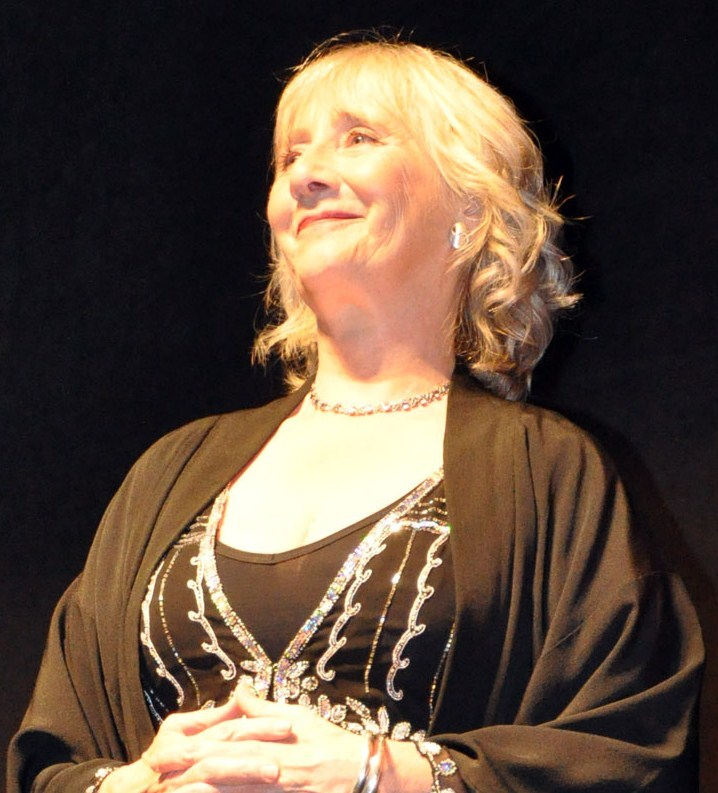
Gemma Jones
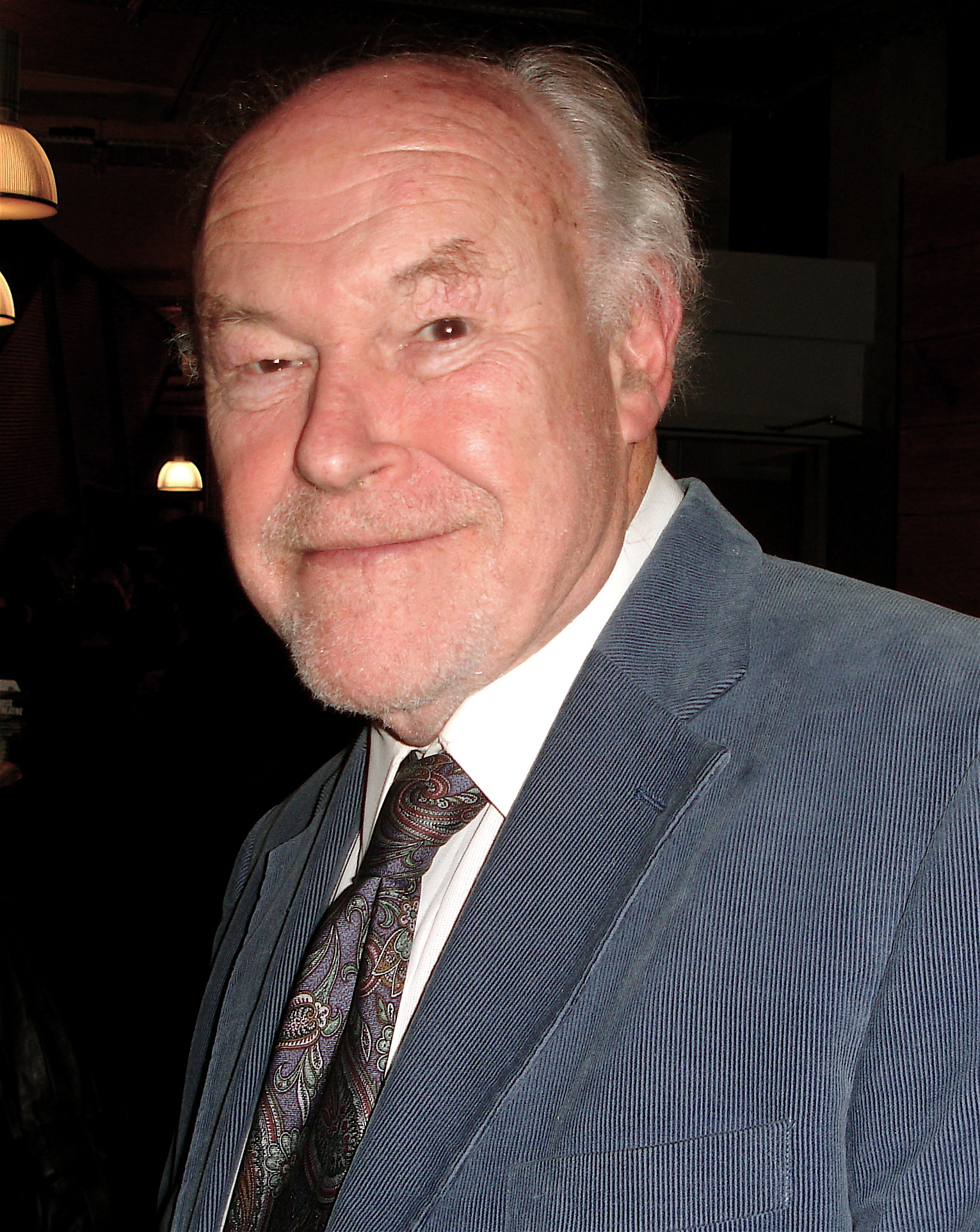
Timothy West

### Ricorrenti
- Zia Ann Walker (stagione 1-2), interpretata da Stephanie Cole, doppiata da Graziella Polesinanti.
Zia di Ann.
- James Holt (stagioni 1-2), interpretato da George Costigan, doppiato da Rodolfo Bianchi.
Lavora per Anne Lister e l'aiuta ad amministrare la sua impresa di carbone.
- Jeremiah Rawson (stagioni 1-2), interpretato da Shaun Dooley, doppiato da Franco Mannella.
Cugino di Ann Walker e fratello di Christopher Rawson.
- Christopher Rawson (stagioni 1-2), interpretato da Vincent Franklin, doppiato da Gerolamo Alchieri.
Magistrato e cugino di Ann Walker.
- Sig. Parker (stagioni 1-2), interpretato da Bruce Alexander, doppiato da Ambrogio Colombo.
Notaio.
- Capitano George Sutherland (stagioni 1-2), interpretato da Derek Riddell, doppiato da Antonio Sanna (stagione 1) e da Roberto Certomà (stagione 2).
Marito di Elizabeth.
- Elizabeth Sutherland (stagioni 1-2), interpretata da Katherine Kelly, doppiata da Roberta Greganti (stagione 1) e da Giò Giò Rapattoni (stagione 2).
Sorella di Ann Walker che vive in Scozia con la sua famiglia.
- John Booth (stagioni 1-2), interpretato da Thomas Howes, doppiato da Alessio Cigliano.
Capo giardiniere dei Lister.
- Eugénie Pierre (stagioni 1-2), interpretata da Albane Courtois.
Cameriera personale francese di Anne Lister.
- Joseph Booth (stagioni 1-2), interpretato da Ben Hunter.
Servitore dei Lister e fratello di John Booth.
- Charles Lawton (stagioni 1-2), interpretato da Rupert Vansittart.
Marito di Mariana Lawton.
- Mary Sowden (stagioni 1-2), interpretata da Lucy Black.
Moglie di Samuel e madre di Thomas.
- Vere Hobart, sposata Cameron (stagioni 1-2), interpretata da Jodhi May, doppiata da Sabrina Duranti.
Ex compagna di viaggio di Anne e amore non corrisposto.
- Suzannah Washington (stagioni 1-2), interpretata da Amy James-Kelly, doppiata da Margherita De Risi (stagione 1) e da Giulia Tarquini (stagione 2).
Figlia maggiore di Samuel.
- Dott. Kenny (stagione 1), interpretato da Daniel Weyman, doppiato da Edoardo Stoppacciaro.
Medico locale.
- Sig. John Abbott (stagioni 1-2), interpretato da John Hollingworth, doppiato da Massimo De Ambrosis.
Pretendente di Marian Lister.
- James Mackenzie (stagione 1), interpretato da Saul Marron, doppiato da Andrea Lavagnino.
Servitore di Ann Walker.
- John Waterhouse Sr. (stagione 2), interpretato da Nicholas Farrell, doppiato da Gianni Giuliano.
Presidente del comitato di navigazione.

### Guest star
- Samuel Sowden (stagione 1), interpretato da Anthony Flanagan, doppiato da Pasquale Anselmo.
Padre violento e alcolizzato di Thomas.
- Ben Sowden (stagioni 1-2), interpretato da Anthony Flanagan, doppiato da Alberto Bognanni.
Fratello gemello di Samuel.
- Dott. Steph Belcombe (stagioni 1-2), interpretato da Michael D. Xavier.
Medico che si prende cura della salute di Ann Walker.
- Thomas Beech (stagioni 1-2), interpretato da Dino Fetscher.
Nuovo domestico di Anne Lister.
- Regina Maria (stagione 1), interpretata da Sofie Gråbøl, doppiata da Antonella Giannini.
Regina di Danimarca.
- Isabella "Tib" Norcliffe (stagione 2), interpretata da Joanna Scanlan, doppiata da Michela Alborghetti.
Ex amante di Anne Lister.
- Signora Rawson (stagione 2), interpretata da Sara Kestelman, doppiata da Aurora Cancian.
Anziana zia di Ann.
- John Harper (stagione 2), interpretato da Luke Newberry, doppiato da Davide Albano.
Architetto assunto da Anne per costruire il Northgate Casino e ristrutturare Shibden Hall.

## Produzione

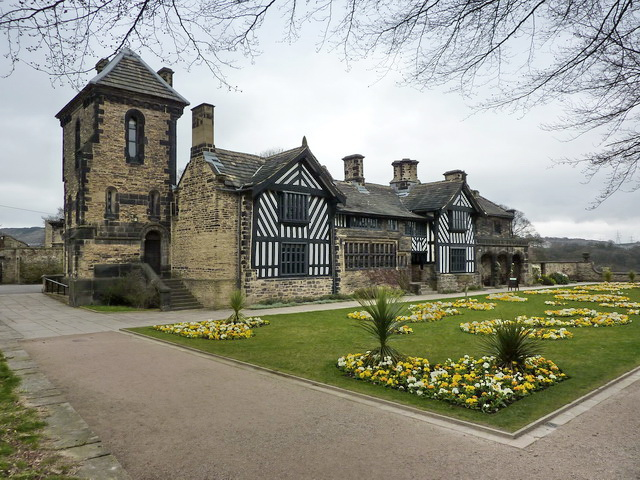
Shibden Hall era la dimora storica di Anne Lister ed è utilizzata come luogo per le riprese

Le riprese sono avvenute nello Yorkshire e nelle aree adiacenti, inclusa Shibden Hall come l’abitazione di Anne Lister e Sutton Park come quella di Ann Walker.
La sigla nei titoli di coda "Gentleman Jack" è stata scritta e cantata dal gruppo folk O'Hooley & Tidow e pubblicata nel 2012.
È stata rinnovata per una seconda stagione da BBC il 23 maggio 2019. La produzione della seconda stagione è ricominciata nell'ottobre 2020 a causa della pandemia di COVID-19 e le riprese si sono concluse a inizio ottobre 2021.
Il 7 luglio 2022 HBO ha cancellato la serie dopo due stagioni.

## Distribuzione
La serie ha debuttato il 22 aprile 2019 negli Stati Uniti su HBO e nel Regno Unito il 19 maggio seguente su BBC One. In Australia è trasmessa su Fox Showcase dal 19 maggio 2019.
In Italia, la prima stagione è andata in onda dal 26 marzo al 16 aprile 2021 su LaF.
La seconda stagione è andata in onda su Sky Serie dal 31 luglio al 21 agosto 2024.

### Edizione italiana
La direzione del doppiaggio è a cura di Sonia Scotti e Dario Cecchettani, su dialoghi di Matteo Amandola, Marco Bardella e Leonardo Piferi, per conto di Studio Emme.

## Accoglienza

### Critica
La prima stagione ha ricevuto recensioni positive dalla critica. Rotten Tomatoes riporta il 90% delle recensioni professionali positive, con un voto medio di 8,00 su 10 basato su 52 critiche. Il consenso critico del sito web indica: «Il carisma senza limiti di Suranne Jones porta l'indomita Anne Lister a una vita intensa in Gentleman Jack, una serie delicatamente rivelatrice che estrae un umorismo formidabile dalla lungimiranza impenitente dell'icona - sebbene la serie non è così disposta a irritare qualcuno come doveva.» Metacritic, invece, ha assegnato un punteggio di 77 su 100 basato su 18 recensioni, indicando "recensioni generalmente favorevoli".
La seconda stagione ha ricevuto recensioni positive dalla critica. Rotten Tomatoes riporta il 95% delle recensioni professionali positive, con un voto medio di 8,10 su 10 basato su 21 critiche. Il consenso critico del sito web indica: «Benedetta dall'intensa interpretazione di Suranne Jones e da alcuni dei più incisivi dialoghi in televisione, Gentleman Jack rimane una carta vincente.» Metacritic, invece, ha assegnato un punteggio di 80 su 100 basato su 6 recensioni.

## Riconoscimenti
- 2019 – TVTimes Award[23]
  - Miglior attrice a Suranne Jones
  - Serie drammatica preferita
- 2020 – British Academy Television Award[24]
  - Candidatura alla miglior serie drammatica
  - Candidatura alla miglior attrice a Suranne Jones
- 2020 – Broadcasting Press Guild Award[25]
  - Candidatura alla miglior attrice a Suranne Jones
- 2020 – National Television Awards[26]
  - Candidatura alla miglior nuova serie drammatica
  - Candidatura alla miglior interpretazione in una serie drammatica a Suranne Jones
  - 2020 – Royal Television Society Award[27][28]
  - Miglior serie drammatica
  - Candidatura alla miglior attrice a Suranne Jones